# Kugelmugel

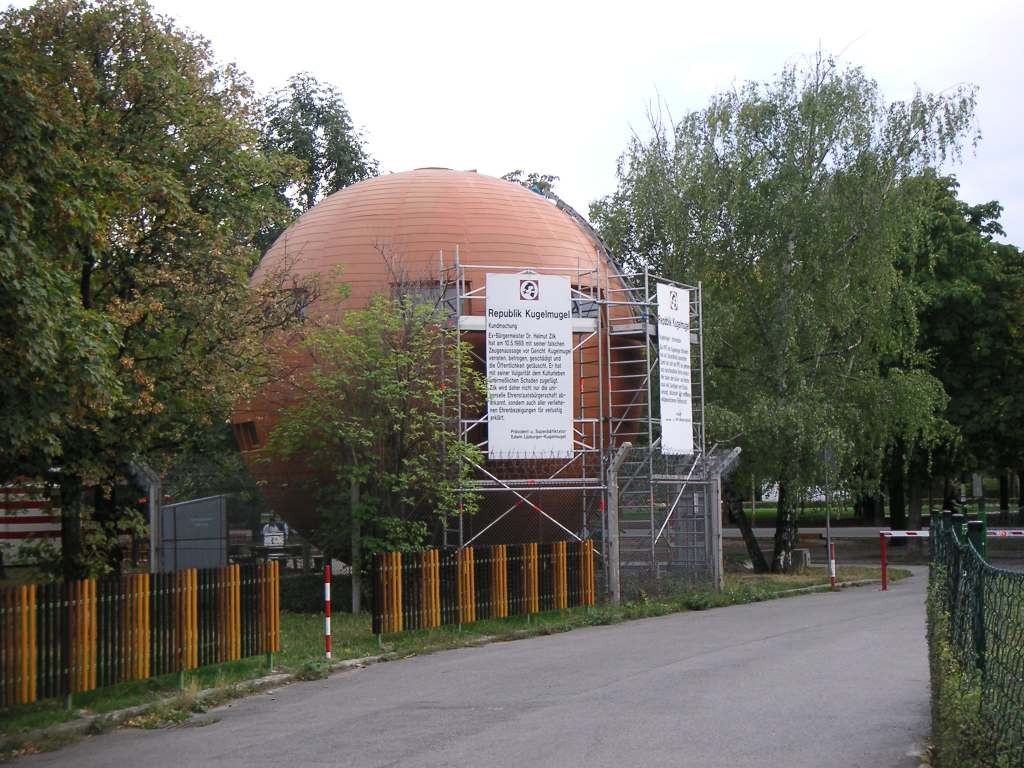
A "República de Kugelmugel"

Kugelmugel (campo esférico em alemão) é uma micro-nação em Viena, Áustria. Localizado no Prater de Viena, a República de Kugelmugel se declarou independente em 1984, após a disputa entre o artista Edwin Lipburger e as autoridades austríacas sob sua permissão para a construção de uma casa esférica. A casa está cercada por uma cerca que marca os limites de Kugelmugel. Seu endereço é Antifaschismusplatz 2 (Antifascism Square 2), e o fundador é um dos 389 cidadãos. Lipburger recusou-se a pagar impostos para o governo austríaco e começou a imprimir seus próprios selos, então ele foi condenado à prisão, mas o presidente da Áustria concedeu-lhe o perdão presidencial e liberou-o. Kugelmugel tornou-se uma atração turística em Viena pela sua história e arquitetura únicas.

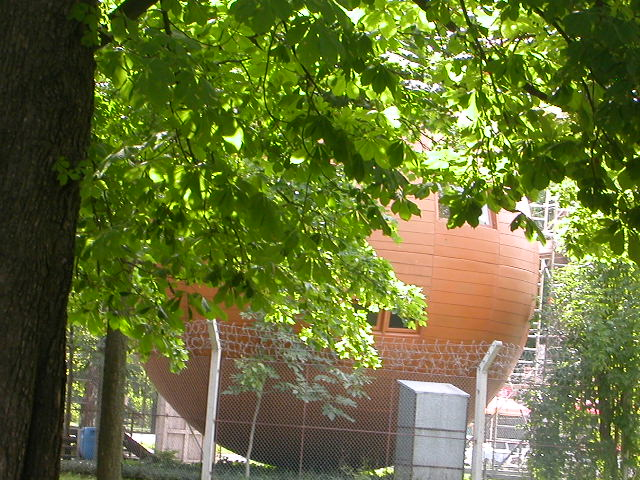
Outra vista de Kugelmugel

Hoje o local recebe o endereço "2" e é uma atração da cidade.